# Dalima mjobergi
Dalima mjobergi är en fjärilsart som beskrevs av Louis Beethoven Prout 1926. Dalima mjobergi ingår i släktet Dalima och familjen mätare. Inga underarter finns listade i Catalogue of Life.